# Rijksweg 67
La Rijksweg 67 (o A67) olandese parte dal confine con il Belgio, al congiungimento con l'Autoroute A21, fino ad arrivare al confine con la Germania, al congiungimento con la Bundesautobahn 40. L'autostrada è lunga 78 km.

## Percorso
|      |                                                                                              |        |                |  |  |
| Tipo | Indicazione                                                                                  | Uscita | Strada europea |  |  |
|      | Autoroute A21 (Belgio) Confine di Stato - Belgio                                             |        |                |  |  |
|      | Area di servizio "Het Goor" (solo carreggiata est)                                           |        |                |  |  |
|      | Area di servizio "De Beerze" (solo carreggiata ovest)                                        |        |                |  |  |
|      | Eersel                                                                                       | 32     |                |  |  |
|      | Area di servizio "Oeienbosch" (solo carreggiata ovest)                                       |        |                |  |  |
|      | Barriera De Hogt                                                                             |        |                |  |  |
|      | Waalre                                                                                       | 33     |                |  |  |
|      | Barriera Leenderheide                                                                        |        |                |  |  |
|      | Area di servizio "Meelakkers" (solo carreggiata est)                                         |        |                |  |  |
|      | Geldrop                                                                                      | 34     |                |  |  |
|      | Area di servizio "Oeijenbraak" (solo carreggiata ovest)                                      |        |                |  |  |
|      | Someren                                                                                      | 35     |                |  |  |
|      | Asten                                                                                        | 36     |                |  |  |
|      | Aree di servizio "Het Gevlocht" e "De Leysing" (rispettivamente in carreggiate est ed ovest) |        |                |  |  |
|      | Liessel                                                                                      | 37     |                |  |  |
|      | Area di servizio "Oeijenbraak" (solo carreggiata ovest)                                      |        |                |  |  |
|      | Area di parcheggio "De Slenk" (solo carreggiata ovest)                                       |        |                |  |  |
|      | Helden                                                                                       | 38     |                |  |  |
|      | Area di parcheggio "Deersels" (solo carreggiata est)                                         |        |                |  |  |
|      | Industrieterrein Venlo 8000-9900                                                             | 39     |                |  |  |
|      | Barriera Zaarderheiken                                                                       |        |                |  |  |
|      | Velden                                                                                       | 40     |                |  |  |
|      | Area di servizio "Zwartewater" (solo carreggiata est)                                        |        |                |  |  |
|      | Venlo                                                                                        | 41     |                |  |  |
|      | Bundesautobahn 40 Confine di Stato - Germania                                                |        |                |  |  |